# Glaukonit
Glaukonit, även kallat grönsand, är ett grönt, hydroxylhaltigt kaliumjärnsilikat med mycket växlande sammansättning, mest med 5 – 10 % kaliumoxid (K2O) som förekommer i små, runda korn, ofta bildade kring en stenkärna. Glaukoniten bildas på havsbotten och uppträder främst i sedimentära bergarter. Glaukonit är ett lågtemperaturmineral.

## Förekomst
I Sverige hittar man mineralet i de fossilförande systemens sandstenar, kalkstenar, krita och märgelstenar, ibland i så stor mängd att den är karaktäristisk för bergarten. I Danmark förekommer glaukoniten i äldre och yngre grönsand, grönsandsten, grönsandkalk, vilken dels förekommer på Bornholm, dels på Själland.

## Användning
I New Jersey finns glaukonithaltig grönsand med 6 – 7 % kaliumoxid, vilken har använts som kaligödning. Glaukonit används också som grön färg förutom att den har en inte obetydlig jonbytande förmåga.